# Grand Prix automobile de Saint-Marin 2004
GP précédent GP suivant
Le Grand Prix automobile de Saint-Marin 2004 (Formula 1 Gran Premio Foster's di San Marino 2004), disputé sur l'Autodromo Enzo e Dino Ferrari le 25 avril 2004, est la 717e épreuve de l'histoire du championnat du monde de Formule 1 courue depuis 1950 et la quatrième épreuve du championnat 2004.

## Classement
| Pos  | N° | Pilote               | Écurie           | Tours | Temps/Abandon                      | Grille | Points |
| ---- | -- | -------------------- | ---------------- | ----- | ---------------------------------- | ------ | ------ |
| 1    | 1  | Michael Schumacher   | Ferrari          | 62    | 1 h 26 min 19 s 670 (212,406 km/h) | 2      | 10     |
| 2    | 9  | Jenson Button        | BAR-Honda        | 62    | + 9 s 702                          | 1      | 8      |
| 3    | 3  | Juan Pablo Montoya   | Williams-BMW     | 62    | + 21 s 617                         | 3      | 6      |
| 4    | 8  | Fernando Alonso      | Renault          | 62    | + 23 s 654                         | 6      | 5      |
| 5    | 7  | Jarno Trulli         | Renault          | 62    | + 36 s 216                         | 9      | 4      |
| 6    | 2  | Rubens Barrichello   | Ferrari          | 62    | + 36 s 683                         | 4      | 3      |
| 7    | 4  | Ralf Schumacher      | Williams-BMW     | 62    | + 55 s 730                         | 5      | 2      |
| 8    | 6  | Kimi Räikkönen       | McLaren-Mercedes | 61    | + 1 tour                           | 20     | 1      |
| 9    | 11 | Giancarlo Fisichella | Sauber-Petronas  | 61    | + 1 tour                           | 18     |        |
| 10   | 12 | Felipe Massa         | Sauber-Petronas  | 61    | + 1 tour                           | 12     |        |
| 11   | 17 | Olivier Panis        | Toyota           | 61    | + 1 tour                           | 13     |        |
| 12   | 5  | David Coulthard      | McLaren-Mercedes | 61    | + 1 tour                           | 11     |        |
| 13   | 14 | Mark Webber          | Jaguar-Cosworth  | 61    | + 1 tour                           | 8      |        |
| 14   | 15 | Christian Klien      | Jaguar-Cosworth  | 60    | + 2 tours                          | 14     |        |
| 15   | 21 | Zsolt Baumgartner    | Minardi-Cosworth | 58    | + 4 tours                          | 19     |        |
| 16   | 10 | Takuma Satō          | BAR-Honda        | 56    | Moteur                             | 7      |        |
| Abd. | 18 | Nick Heidfeld        | Jordan-Ford      | 48    | Colonne de direction               | 16     |        |
| Abd. | 16 | Cristiano da Matta   | Toyota           | 32    | Accident                           | 10     |        |
| Abd. | 20 | Gianmaria Bruni      | Minardi-Cosworth | 22    | Répartition du freinage            | 17     |        |
| Abd. | 19 | Giorgio Pantano      | Jordan-Ford      | 6     | Panne hydraulique                  | 15     |        |

## Pole position et record du tour
- Pole position :  Jenson Button en 1 min 19 s 753
- Meilleur tour en course :  Michael Schumacher en 1 min 20 s 411 au 10e tour.

## Tours en tête
- Jenson Button : 8 (1-8)
- Michael Schumacher : 54 (9-62)

## Statistiques
- la 1re pole position de sa carrière pour Jenson Button
- 74e victoire pour Michael Schumacher.
- 171e victoire pour Ferrari en tant que constructeur.
- 171e victoire pour Ferrari en tant que motoriste.